# Sorin Bottez
Sorin Bottez, născut Sorin-Mircea Bottez (n. 2 iunie 1930, Timișoara, România – d. 31 iulie 2009, București, România), a fost un om politic român, membru al Acțiunii Populare, membru al Partidului Național Liberal și Președinte al YMCA România.

## Biografie
La 8 februarie 1949, a fost arestat sub acuzația că face parte din organizația anticomunistă „Avram Iancu” și condamnat la 20 de ani de muncă silnică (din care a executat 15 ani, fiind grațiat la 11 noiembrie 1963). În momentul arestării, Sorin-Mircea Bottez era elev în ultimul an la Liceul „Mihai Viteazul” din București. De-a lungul perioadei de detenție a fost supus torturii, fiind unul dintre supraviețuitorii gulagului românesc care a rezistat fără a face compromisuri cu regimul totalitar. După ieșirea din închisoare s-a înscris la Facultatea de Limbi Germanice a Universității București, pe care a terminat-o cinci ani mai târziu.
În perioada 1969-1989 a lucrat ca profesor de limbă și literatură engleză și asistent universitar în cadrul Facultății de Limbi Germanice București.
La 22 decembrie 1989 a inițiat reînființarea Partidului Național Liberal (PNL). A deținut funcția de vicepreședinte al PNL și șef al Departamentului de Relații Externe până în septembrie 1992.
La alegerile din 20 mai 1990 a fost ales deputat de București din partea PNL, mandat pe care l-a exercitat până la 1 septembrie 1992. Deputatul Sorin Bottez a fost înlocuit în Parlament de către deputatul Ion Gutzulescu. Bottez a deținut funcția de vicepreședinte al Grupului parlamentar pentru relații de prietenie cu Regatul Unit al Marii Britanii și Irlandei de Nord. A făcut de asemenea parte din Comitetul Director al Grupului Român al Uniunii Interparlamentare din Adunarea Deputaților.
Între septembrie 1992-1994 a activat ca ambasador în Republica Africa de Sud. A fost una din concesiile făcute de Ion Iliescu Partidului Național Liberal, care va colabora cu foștii comuniști prin Dinu Patriciu.
În 1991 reînființează, alături de Aurel Savin, Asociația Creștină a Tinerilor YMCA România, al cărui membru a fost în perioada de dinainte de anul 1947.
În perioada 1997-1998 a făcut parte din Guvernul Ciorbea, fiind numit ministru-delegat al informațiilor publice.
În anul 2000 s-a opus apropierii Partidului Național Liberal de Alianța pentru România (considerată de Bottez „partid al coloneilor de Securitate” din cauza prezenței în partid a lui Teodor Meleșcanu).
După Congresul PNL din 18 august 2000, Bottez a demisionat din PNL participând la constituirea PNL-Tradițional (care s-a alăturat CDR-2000).
În ianuarie 2002, a fost ales președinte al PNL-Tradițional. Peste un an și câteva luni PNL-T a fost absorbit de PNL-C (PNL-Câmpeanu). În noul partid, Bottez a deținut funcția de prim-vicepreședinte.
În septembrie 2003 Bottez a demisionat din PNL-C (PNL-Câmpeanu), nefiind de acord cu fuziunea PNL-PNL-C (PNL-Câmpeanu). În aceeași lună, s-a înscris în Acțiunea Populară (AP) a fostului președinte de stat Emil Constantinescu, formațiune în care a deținut funcția de vicepreședinte și lider al grupului liberal.
În anul 2007, este ales Președinte al ACT YMCA România, funcție pe care o ocupă pînă la moartea sa.
În 2008, conform protocolului semnat la 18 aprilie, Acțiunea Populară și PNL au fuzionat. Astfel, Sorin Bottez a revenit în partidul în care și-a început carieră politică. A fost membru fondator de onoare al PNL. Sorin Mircea Bottez a fost înhumat la data de 2 august 2009 în Cimitirul Ghencea Civil.